# Focke-Wulf S 24
Focke-Wulf S 24 „Kiebitz“ (Čejka) byl dvoumístný dvouplošník určený především pro sportovní akrobacii, který byl vyráběn od roku 1928 ve společností Focke-Wulf-Flugzeugbau AG z Brém, založené v roce 1924 Heinrichem Fockem a Georgem Wulfem. Zvláštností tohoto letounu byla dozadu sklopná křídla. Letadlo tak mohlo být úsporně uloženo v hangáru nebo taženo běžným automobilem.

## Vznik a vývoj
Focke-Wulf S 24 byl projektem konstruktérů Paula Klagese a Wohlberga, kteří pracovali pro Focke-Wulf, a navrhli letadlo pro akrobata Gerda Achgelise. Na konci roku 1929 se stal tento letoun oficiálním modelem společnosti Focke-Wulf. Celkem bylo prodáno 31 strojů tohoto typu, z toho 23 do Číny a jeden jako demonstrační stroj do Brazílie, kde létal s imatrikulací P-BABX. Letouny dodané do Číny byly vybaveny motory Walter NZ-60.

## Popis
Byl to sportovní, jednomotorový dvouplošník konvenčního designu smíšené konstrukce s křídly o stejném rozpětí a ploše. Pilot a cestující (popř. 2. pilot) seděli v tandemových otevřených kokpitech s malými, čelními štíty. Letoun byl vybaven zdvojeným řízením. Podvozek byl pevný s příčnou nápravou nesoucí dvojici kol a s pevnou zadní ostruhou.
Horní a spodní křídlo bylo ze dřeva s plátěným potahem, stejné velikosti a se stejným půdorysem. Na rozdíl od mnoha dvouplošníků té doby byla každá polovina křídla připevněna k trupu pomocí jedné vzpěry ve tvaru písmene N a i další svislou vzpěrou. Křídla byla navíc navzájem vyztužena křížem vedenými dráty. Dalšími vzpěrami mezi trupem a křídlem (4 vertikální, 2 šikmé) bylo neseno křídlo. Trup byl svařen z ocelových trubek s diagonálními výztuhami a potažen plátnem. Svislá ocasní plocha byla svařena z trubek, vodorovná ocasní plocha byla z dýhy. Motor byl opláštěn hliníkovým plechem.

Motoricky byl vybavován dvěma typy motorů, vždy se jednalo o hvězdicový vzduchem chlazený pětiválcový motor, buď německý Siemens & Halske Sh 13 anebo československý Walter NZ-60. Za motorem byla ohnivzdorná přepážka, za níž byla v trupu umístěna palivová nádrž z mosazného plechu. Benzín byl dopravován k motoru gravitačním spádem.

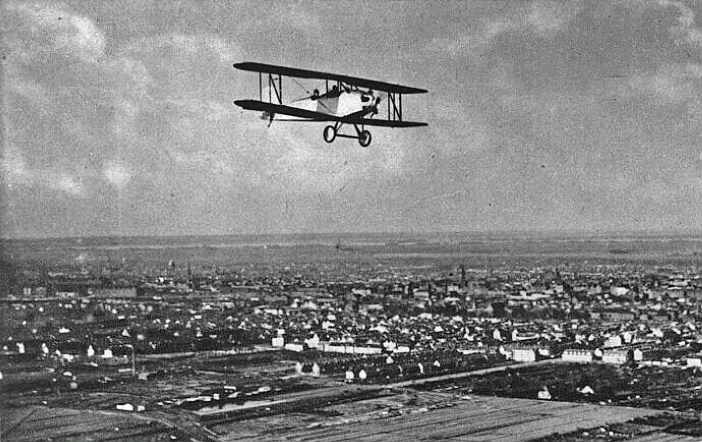
Walter NZ-60 a letadlo Focke-Wulf S24a Kiebitz (Pestrý týden, 20.4.1929)

## Použití
V Německu byly letouny používány v aeroklubech a soukromými piloty. Největší, exportní dodávka se uskutečnila v roce 1929, kdy bylo do Číny dodáno 23 strojů z celkem 31 vyrobených letounů.
V létě 1929 se konala mezinárodní soutěž Challenge de Tourisme International, do které Německo přihlásilo 34 letadel, mj. do I. kategorie Heinze Kissina na letadle Focke-Wulf „Kiebitz“ (start. č. D 3), ale v soutěži, která se uskutečnila v srpnu 1929 se letoun ani pilot neobjevil. Cornélius Edzard a Max Middendorf ustanovili 20. srpna 1929 v kategorii lehkých letadel (I. kat.) s letounem S24 (s přídavnými palivovými nádržemi) světový rekord v délce letu na uzavřeném okruhu 1601 km. Let na zádech, trvající 37 minut, provedl dne 4. září 1929 německý letec Gerd Achgelis na tomto letadle s motorem Siemens Sh 13. Dosavadní nejlepší výkon toho druhu měl Gerhard Fieseler, který takto letěl 16 minut.

V roce 1931 Gerd Achgelis s letounem S24c (speciálně zesílený letoun) zvítězil na německém akrobatickém šampionátu. Gerd Achgelis se dále zúčastnil s tímto letounem několika leteckých mítinků, mj. v anglickém Hestonu (dnes součást Londýna nedaleko letiště Heathrow), kde převáděl let vzhůru nohama velmi nízko nad zemí.

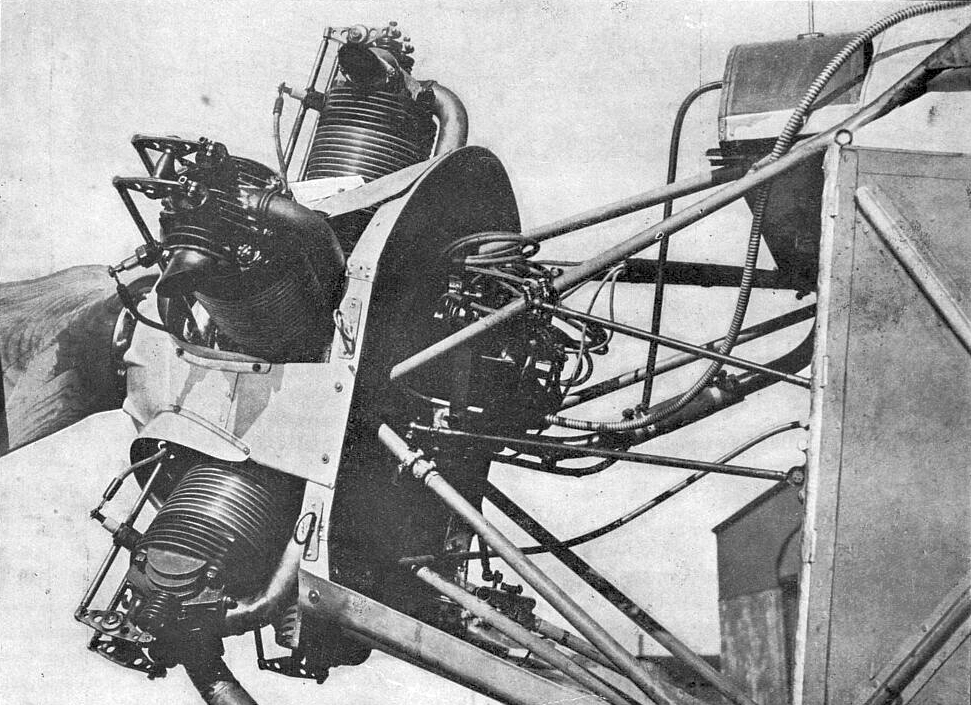
Detail zástavby motoru Walter NZ-60 do letounu Focke-Wulf S 24 "Kiebitz" (Letectví, duben 1929)

## Varianty
- S24 – s motorem Siemens & Halske Sh 13
- S24a – s motorem Walter NZ-60
- S24c – speciálně zesílený letoun pro akrobacii

## Dochované exempláře
- Muzeum "pivovarské" společnosti Gösser Bier vlastní dvouplošník S24, které je v rakouském Loebenu.[14]
- S imatrikulacemi mj. D-MAJH, D-MCSK, D-MNBZ, D-MPDG, D-MPJM, D-MQYJ, D-MRAP, D-MREI, D-MTRI, D-MUFY a D-MUTV létají v Německu téměř věrné repliky Platzer Kiebitz  (Focke-Wulf S24 Kiebitz), ve Španělsku mj. EC-ZJC a EC-ZZV, v Nizozemsku PH-3W1 a PH-3W2 atd. Od roku 1984 bylo postaveno více než 400 replik Platzer Kiebitz. Mezi mnoha typy motorů použitých na těchto replikách figuruje i motor Walter Mikron.[15][16]

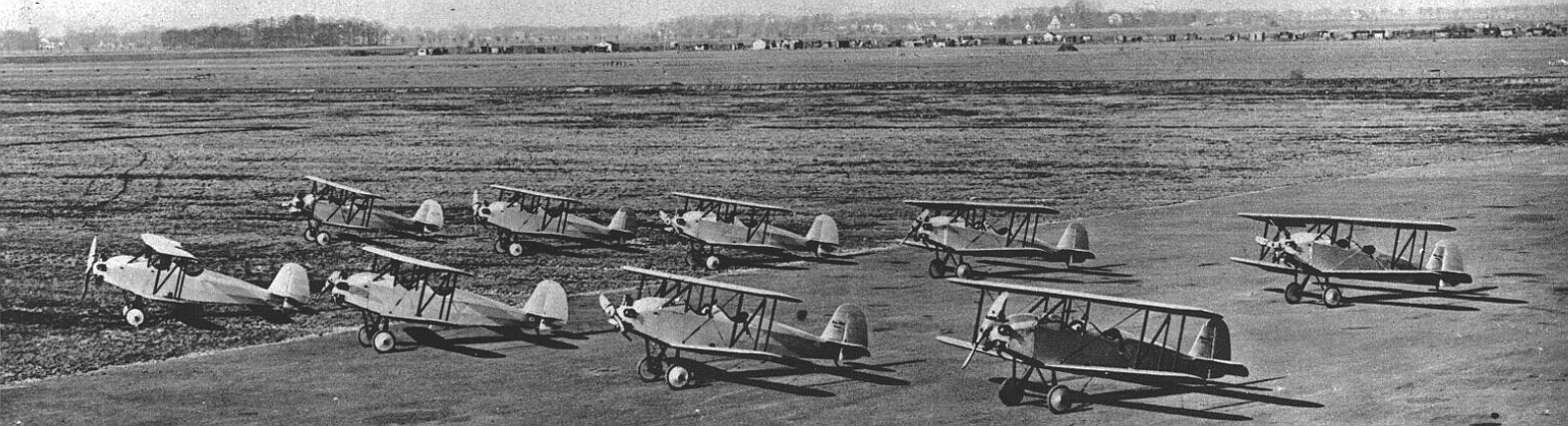
Walter NZ-60 a letka letadel Focke-Wulf S24a Kiebitz (Pestrý týden, 20.4.1929)

## Uživatelé
- Německo
  - Aerokluby a soukromí letci (Bremer Verein für Luftfahrt, Bayer. Sportflug Wurzburg, Luftsportverein Ruhrgau atd.)[17]
- Čína (23 letounů)
- Brazílie (1 letoun)

## Specifikace

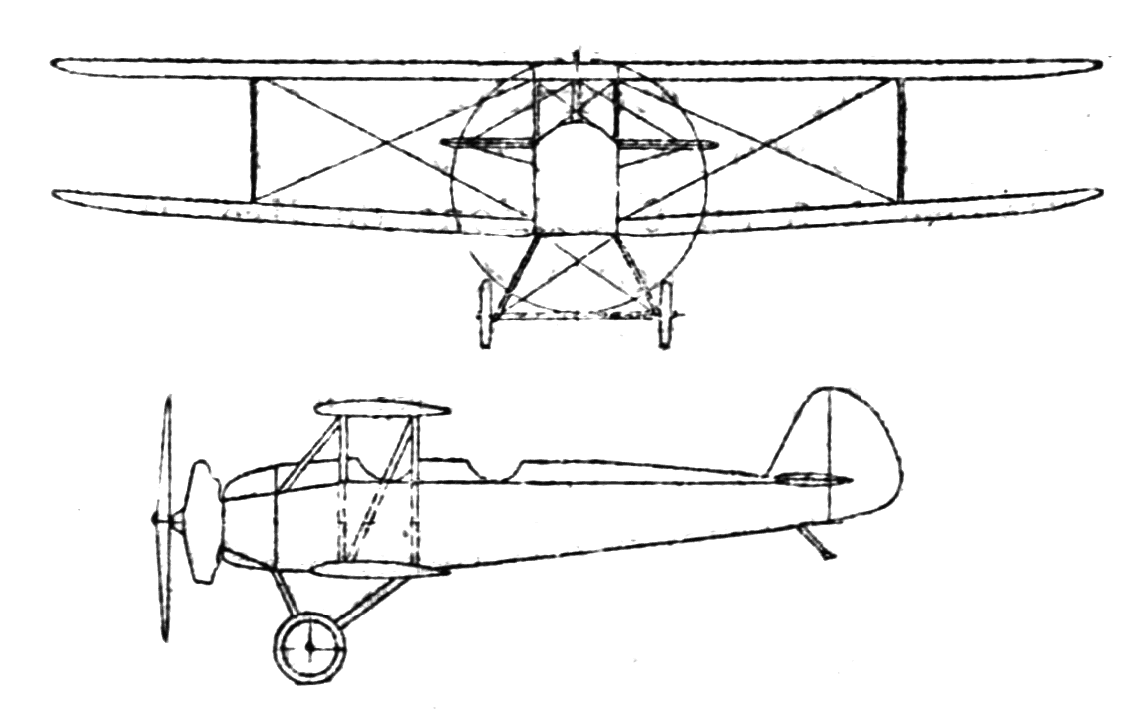
Focke-Wulf S 24, skica (Le Document Aéronautique, březen 1929

Údaje podle

### Technické údaje
- Posádka: 2
- Rozpětí: 6,25 m
- Délka: 8,90 m
- Výška: 2,25 m
- Nosná plocha: 19,5 m2
- Plošné zatížení: 29 kg/m2
- Hmotnost prázdného letounu: 350–365 kg
- Celková hmotnost za letu: 570–585 kg
- Pohonná jednotka: hvězdicový vzduchem chlazený pětiválcový motor
  - Siemens & Halske Sh 13
    - vzletový, maximální: 70 k (51 kW)
    - jmenovitý, nominální: 60 k (44 kW)

  - Walter NZ-60
    - vzletový, maximální: 75 k (55 kW) při 1750 ot/min
    - jmenovitý, nominální: 60 k (44 kW) při 1400 ot/min
- Vrtule: dvoulistá, dřevěná s pevným nastavením

### Výkony
- Maximální rychlost: 140–150 km/h
- Cestovní rychlost: 130 km/h
- Minimální rychlost: 65–70 km/h
- Dolet: 500 km
- Dostup: 4 300 m
- Stoupavost: 2,4 m/s, do 1000 m za 7 minut